# Juillet 1877

## Événements
- Grève générale aux États-Unis pour la journée de travail de 8 heures.

- 7 juillet : départ de Lisbonne de l'expédition de Serpa Pinto.
- 11-12 juillet : bataille de la Clearwater entre les Nez-Percés et les États-Unis.
- 19 juillet : prise de la passe de Chipka dans les Balkans par les Russes.
- 20 juillet - 10 décembre : échec russe devant la forteresse de Plevna (Pleven). L’armée roumaine participe aux combats.

## Naissances
- 2 juillet : Hermann Hesse, écrivain suisse († 1962).
- 6 juillet : Arnaud Massy, champion de golf
- 10 juillet : Hélène Dutrieu, cycliste, motocycliste, coureuse automobile et aviatrice belge († 26 juin 1961).
- 14 juillet : Marie-Pierre-François-Louis Belle, peintre français († 15 juillet 1920).
- 17 juillet : Marie-Thérèse de Lataulade, historienne française.
- 23 juillet : Aimé Boucher, homme politique fédéral provenant du Québec.

## Décès
- 8 juillet : Filippo de Angelis, cardinal italien, archevêque de Fermo (° 16 avril 1792).
- 12 juillet : Amand Landry, homme politique canadien.
- 30 juillet : Médéric Lanctôt, homme politique canadien.